# Македонски парламентарни избори 1990.
Парламентарни избори у Социјалистичкој Републици Македонији су одржани 11. новембра и 25. новембра 1990. године.
Ово су били први вишестраначни избори у Македонији.